# MI14
L'MI14, o British Military Intelligence, Section 14, è stata un dipartimento del Military Intelligence del Regno Unito.

## Descrizione
Dipendente dal War Office, l'agenzia di spionaggio MI14 monitorava le attività della Germania. Originariamente parte dell'MI3, durante la Seconda guerra mondiale le sue competenze divennero così importanti per lo sforzo bellico da divenire una sezione a parte.
A seguito del suo smantellamento, le sue attività vengono esercitate dal Secret Intelligence Service.
| Controllo di autorità | VIAF (EN) 305368500 · LCCN (EN) no2013111538 |